# Тувальский, Олег Ришардович
Олег Ришардович Тувальский (бел. Алег Рышардавіч Тувальскі; 21 июля 1956, Витебск — 27 августа 1984, Афганистан) — воин-интернационалист, старший лейтенант, вертолетчик-штурман.

## Биография
Олег Ришардович (Рышардович, Рихардович) Тувальский родился 21 июля 1956 года в городе Витебске БССР. Белорус.
В 1971 году окончил 8 классов средней школы № 23 в городе Витебск, в 1974 году — ПТУ № 57, в 1976 году — Витебский учебно-авиационный центр. Работал транспортировщиком на Витебской чулочно-трикотажной фабрике «КИМ». В 1975—1978 годах учился в Кременчугском летном училище гражданской авиации. После окончания летного училища работал в Минсанслужбе Белорусского управления гражданской авиации (город Минск).
В 1983 году Витебским горвоенкоматом призван в ряды Вооруженных Сил. Служил в войсковой части 97978.
В октябре 1983 года направлен в Афганистан. Был штурманом вертолета.
Старший лейтенант О. Р. Тувальский погиб 27 августа 1984 года при выполнении боевого задания.
Похоронен в городе Витебск на кладбище Мазурино.
За проявленные мужество и героизм посмертно награжден орденом Красной Звезды и медалью «Воину-интернационалисту от благодарного афганского народа».

## Награды и звания
- Орден Красной Звезды (посмертно)
- Медаль «Воину-интернационалисту от благодарного афганского народа»

## Память
- Одна из улиц Витебска носит имя О. Р. Тувальского.
- Имя О. Р. Тувальского присвоено средней школе № 23 г. Витебска[2][3]. На здании школы размещён мурал, посвящённый Герою. Одна из экспозиций в школьном музее посвящена О. Р. Тувальскому.
- Мемориальная доска в честь Героя на фасаде здания школы № 23 г. Витебска[4][5].
- В сквере «Школьный» в г. Витебске заложена аллея имени Олега Тувальского.
- Ежегодно в феврале месяце учащиеся школы № 23 г. Витебска проводят фестиваль афганской песни, посвященный памяти Олега Тувальского.